# Musiqq
Musiqq són un duet de música pop letó de Liepāja format per Marats Ogļezņevs i Emīls Balceris. El duet es va formar per primera vegada el juny de 2009 amb el llançament del seu primer senzill "Klimata kontrole" ("Control del clima"), però l'1 d'octubre va sortir el seu segon senzill "Abrakadabra", que va ser un èxit de ràdio a Letònia i guanyador de "SEB Musical Bank 2009". El març de 2010 es va publicar el seu àlbum debut "Šī ir tikai mūzika" ("Això és només música"), que incloïa èxits de ràdio com "Abrakadabra", "Dzimšanas diena" ("Aniversari") i "Klimata kontrole" ("Control del clima"). Tots dos cantants van ser guardonats com a "Gada Liepājnieks" ("Liepajnieks de l'any" és un premi atorgat per a aquells que han invertit el seu temps, esforç i talent per fer de la ciutat un lloc millor) en la nominació "'Música" i van rebre tres premis Copyright infinity, perquè les seves cançons són les més sonades a la ràdio, la televisió i els concerts. Musiqq va representar Letònia el 2011 al Festival de la Cançó d'Eurovisió de Düsseldorf amb la cançó " Angel in Disguise ".

## Discografia
- 2010: Šī ir tikai mūzika